# Peperomia cyclophylla
Peperomia cyclophylla là một loài thực vật có hoa trong họ Hồ tiêu. Loài này được Miq. miêu tả khoa học đầu tiên năm 1853.